# Rákócziho povstání
Rákócziho povstání bylo protihabsburské povstání v Maďarsku v letech 1703–1711, vyvolané a vedené magnátem Františkem II. Rákóczim. V maďarské a slovenské literatuře se často označuje jako poslední povstání kuruců (prvním bylo Dóžovo povstání v roce 1514 a dalším bylo povstání Imricha Tökölyho v roce 1672). Šlo o poslední velké povstání ze série uherských protihabsburských povstání. Zapojilo se do něj 40 000–60 000 bojovníků, ale pouze čtvrtina byla dostatečně vyzbrojena a vycvičena. Povstání bylo poraženo a Uhry byly následně plně integrovány do Habsburské říše.

## Průběh

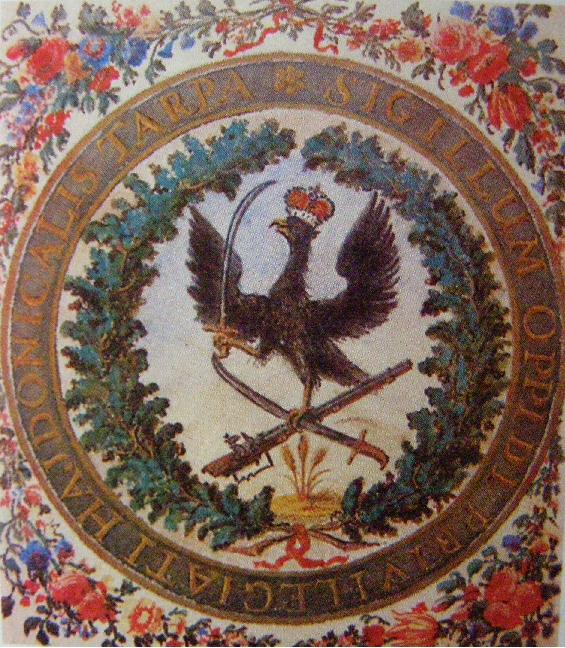
Prapor Rákócziho povstalců

Předehrou bylo rolnické povstání v letech 1701-1703, které Rakušané potlačili. Avšak ve chvíli, kdy museli z Uher stáhnout řadu vojenských sil a převelet je na západ, do bojů války o španělské dědictví (s Francií), situace se změnila a šance na efektivní povstání vzrostly. To vycítila i Francie, která začala maďarské rebely finančně podporovat, především pak Rákócziho, který působil v polském exilu, poté co před časem unikl z habsburského vězení. 12. května vydal na zámku v Berežanech (dnes Ukrajina) manifest hovořící ke "všem opravdovým Maďarům, šlechticům i nešlechticům", vyzývající k boji pod heslem Cum Deo pro Patria et Libertate. 16. června vstoupil na uherské území spolu několika stovkami příznivců, ale po neúspěšném pokusu o dobytí hradu v Mukačevu se vrátil do Polska. V červenci zopakoval svůj pokus, tentokrát na čele 400 jezdců a 200 polských dobrovolníků. Tentokrát se mu podařilo úspěšně rozdmýchat vzpouru ve východní části Maďarska, za podpory místní šlechty, ke které se připojily i dva pluky rakouských vojsk. V říjnu 1703 se voje povstalců rozrostly na 4 000 jezdců a 4 000 příslušníků pěchoty. Jelikož rakouské posádky v Uhrách disponovaly pouze 4 000 vojáky, císař Leopold je posílil o 5 000 vojáků pod velením generála Schlicka, který v říjnu obsadil Levice, ale 15. listopadu utrpěl porážku ve Zvolenu způsobenou povstalci pod vedením hraběte Miklose Bercsényho.
Mezitím se povstání rozšířilo do Sedmihradska, kde byla císařská vojska postupně poražena u Brada (19. září) a Szentbenedeku (11. listopadu). Byl poražen také Székelyho pluk vyslaný k posílení rakouské posádky v Kolozsváru (dnešní Kluž). 8 000 císařských vojáků pod velením generála de Bussy-Rabutina proniklo ke Kóváru, ale byli zcela izolováni a nakonec donuceni ustoupit. V únoru 1704 provedli maďarští povstalci pod vedením Jánose Bottyána výpad do dolnorakouských zemí, až k okraji Vídně. Rakušanům se však stále dařilo držet nejdůležitější pevnosti v Maďarsku. V Sedmihradsku shromáždil István Thoroczkai 5 000 povstalců, s nimiž zaútočil na Gyulafehérvár (dnešní Alba Iulia), ale 13. dubna byl ve Feketehalomu (Codlea) poražen císařskými jednotkami vedenými plukovníkem Gravenem. Další císařské síly pod velením generála Adama Ritchana zahájily ofenzívu na Slovensku, ale v červnu byly poraženy u Smolenic, přičemž ztratily 1 000 mužů. V ten moment se Anglie a Nizozemsko marně pokusily zprostředkovat mírová jednání. Císařská vojska pod vedením polního maršála Sigberta Heistera v následných taženích porazila povstalce v Győru (22. června) a úspěšně odrazila útok na Trnavu opětovným získáním samotného města (26. prosince 1704).

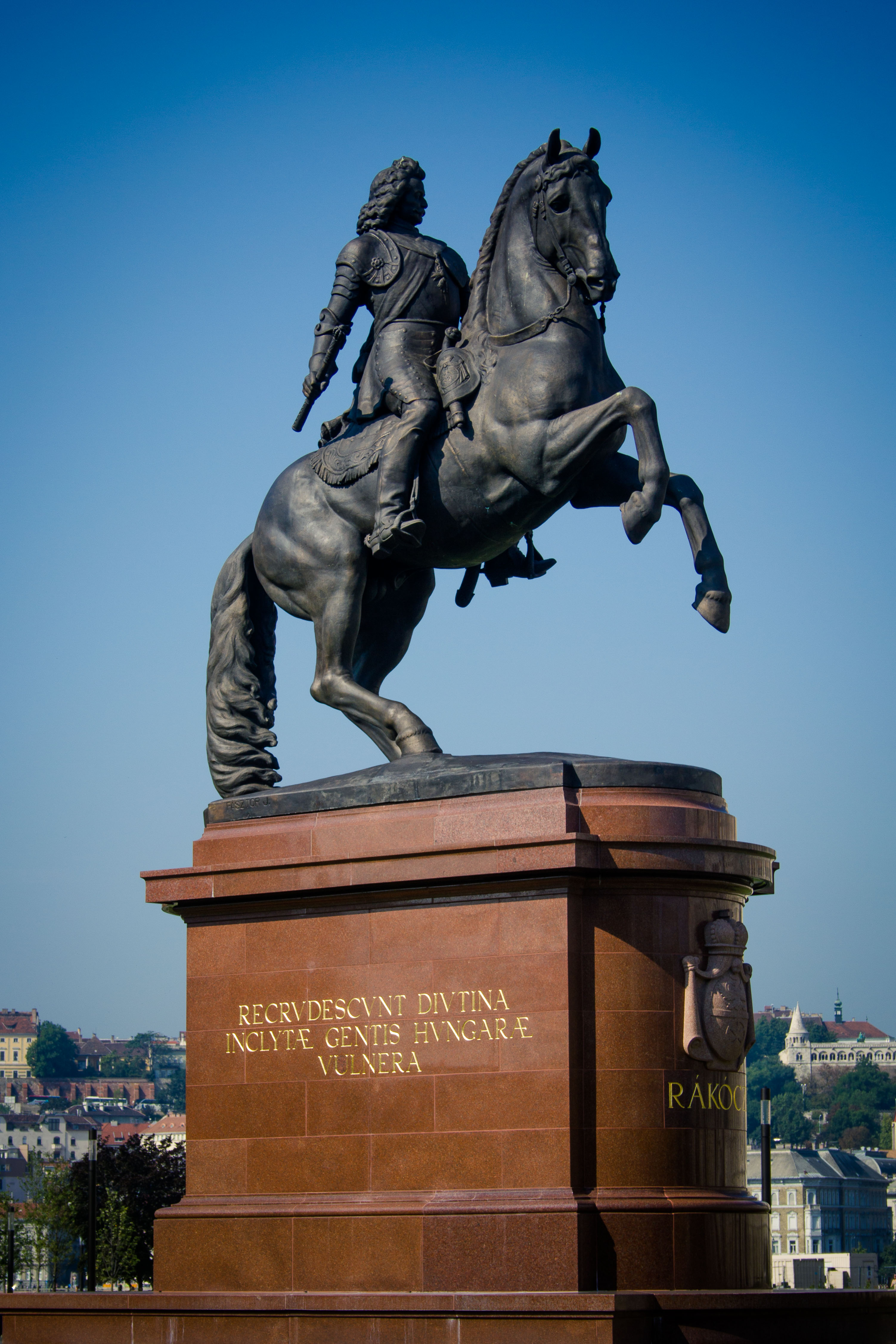
Rákócziho socha před budovou parlamentu v Budapešti

V červenci 1704 prohlásilo Sedmihradsko Rákócziho za svého knížete. Začátkem roku 1705 zavedlo vlastní měnu, měděné mince s nápisem „Pro Libertate“, jejichž hodnota však rychle klesla. V té době se povstalcům, kteří do konce tohoto roku ovládli téměř celé území Maďarska a část Sedmihradska, podařilo postavit armádu kuruců, čítající 31 pěších pluků, 52 jízdních pluků a 6 dělostřeleckých praporů . Díky francouzským dotacím (10–16 tisíc tolarů) byla zřízena důstojnická vojenská škola, postaveny továrny na zbraně a střelivo i závody vyrábějící další potřeby pro armádu. V březnu 1705 povstalci ovládli okolí Bratislavy, ale v srpnu byli poraženi poblíž Budmeric. V září byl v Szécsényu svolán sněm za účasti 6 biskupů, 36 magnátů a asi tisíce zástupců šlechty a obcí, kde byl Rákóczi zvolen za knížete Maďarska.
Ve snaze znovu získat Sedmihradsko, vyslal nový rakouský císař Josef I. (vládl 1705-1711) 13 000 vojáků pod velením polního maršála Ludwiga Herbevilla, kteří odrazili jednotky Károlyho a Bottyána poblíž Pešti. Rákóczi se poté rozhodl bránit v průsmycích Karika a Zsibó, navzdory tomu, že zde ještě nebyla dobudována opevnění. Měl k dispozici 15 000 povstalcům s 35 děly. Proti němu stál baron Herbeville, posílen dánskými jednotkami generála Andrease Harboea, v čele 16 000 mužů. Císařská vojska prolomila povstaleckou obranu a po těžkých bojích 15. listopadu 1705 dobyla strategický průsmyk Zsibó. Povstalci přišli o 400 mužů a 25 děl. Rakušané si tak otevřely cestu k postupnému dobytí Sedmihradska.
Rákóczi využil změnu na trůně (v květnu 1705) a prostřednictvím Bercsényho zahájil jednání s Habsburky. Požadoval obnovení bývalých uherských svobod (na úroveň před rokem 1687), vytvoření uherské armády a uznání nezávislosti Sedmihradska. Jednání byla zahájena 27. října 1705 v Trnavě. Podporovala je Anglie a Nizozemsko. Avšak kvůli odmítnutí maďarských podmínek, po krátkém příměří uzavřeném 13. dubna 1706, se nepřátelství obnovilo a Josef I. vyslal generála de Bussy-Rabutina do Sedmihradska v čele dvacetitisícové armády. Rákoczi však během jednání také naverboval nové vojáky a převzal kontrolu nad většinou sedmihradského území. Na podzim tam tak zůstalo Rakušanům jen několik pevností obléhaných trvale povstalci.

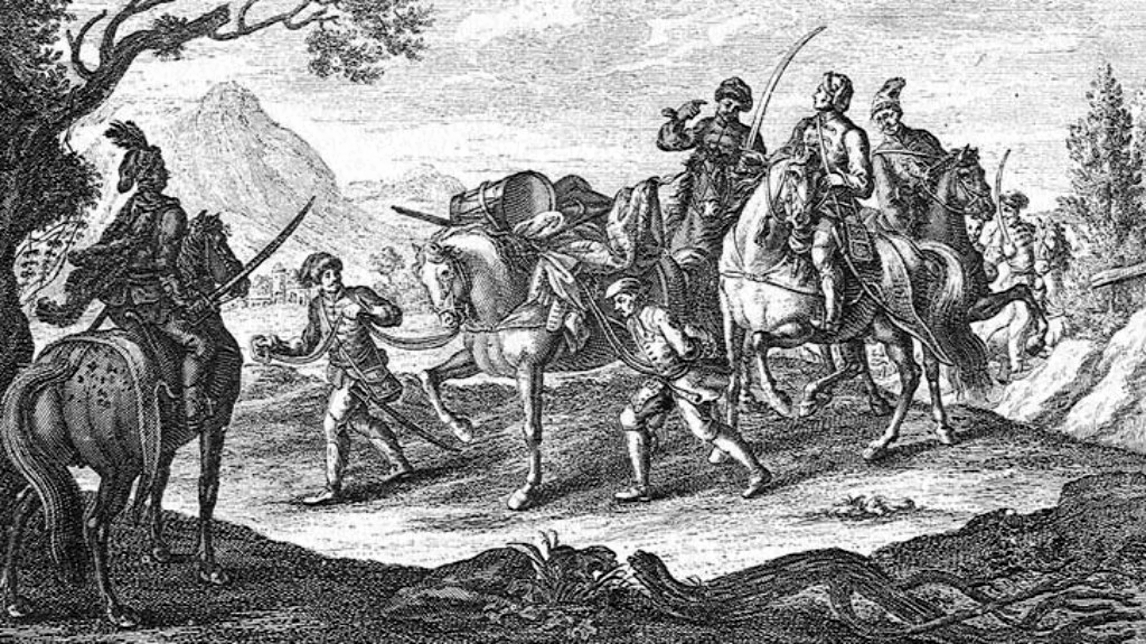
Kuruci zajali rakouského vojáka

V roce 1707 sněm svolaný do Ónoda vyhlásil sesazení Habsburků z uherského trůnu a vyhlásil plnou maďarskou nezávislost, z velké části kvůli Francii, která tímto krokem podmiňovala zásadní pomoc. Ta však nepřišla. Rozpory ve vedení povstání rostly, většinu začali získávat konzervativní magnáti přiklánějící se k dohodě s Habsburky. K příčinám patřila také obtížná ekonomická situace, nedostatek materiálních zdrojů pro pokračování boje a také válečné neúspěchy Francie. Rakušané to vycítili a zesílili tlak. V roce 1707 poslali do Maďarska 45 pěších a 42 jízdních pluků. V klíčové bitvě u Trenčína, která se konala 3. srpna 1708, byli Maďaři poraženi a v říjnu ztratili pevnosti Szolnok a Sárospatak. 14. července 1709 císař takticky vyhlásil amnestii pro povstalce, kteří odboje zanechají. Poté část šlechty od povstání skutečně odpadla. V roce 1710 se povstání omezovalo již jen na severovýchodní část Maďarska. Navzdory podpoře polských a švédských dobrovolníků byl Rákóczi, který se chystal pomoci pevnosti Neuhäusel obléhané Rakušany, poražen u Romhány (22. ledna) a byl nucen uchýlit se do východní části země. Pokračující obléhání skončilo kapitulací pevnosti (září 1710). Maďarsko v té době navíc zasáhla morová epidemie. Nakonec hraběte Rákócziho nahradil v čele povstání konzervativní Sándor Károlyi, který 1. května 1711 kapituloval a podepsal mírovou smlouvu s Rakušany v Szatmáru, která osmileté povstání definitivně ukončila.

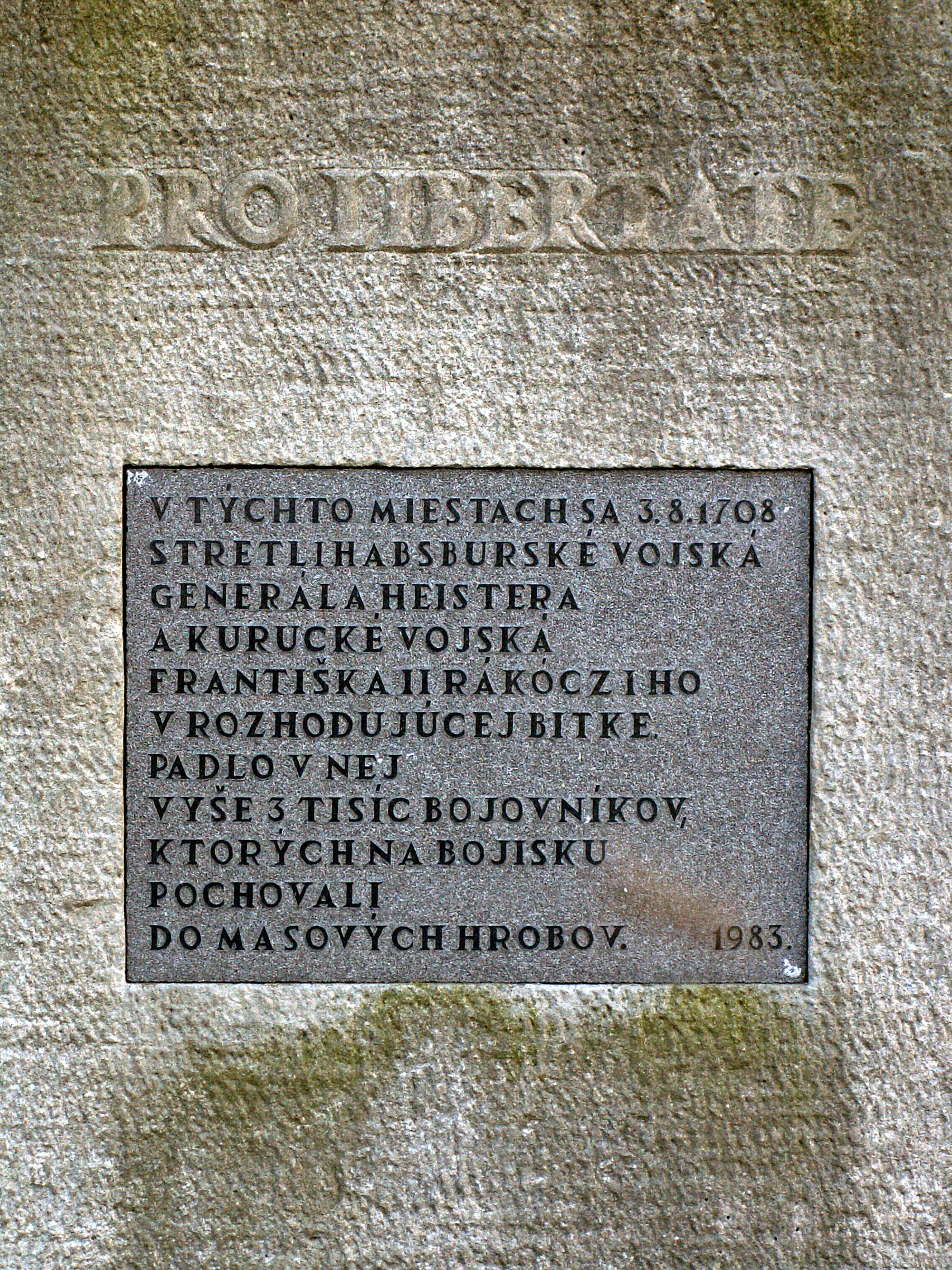
Pamětní deska v Trenčíně připomínající rozhodující bitvu povstání

Rákoczi kapitulaci neuznal a znovu se uchýlil do Polska. Později se usadil ve Francii. Při vyjednávání rastattského míru (1714), jež ukončoval válku o španělské dědictví, se Ludvík XIV. marně přimlouval u Rakušanů za jeho odškodnění. Od roku 1717 sídlil Rákoczi v Istanbulu. Očekával totiž, že během rakousko-turecké války získá s pomocí Turecka zpět Sedmihradsko. Mírová smlouva v Pożarewacu (červenec 1718) ale tyto naděje rozbila, naopak přinesla konečné sjednocení maďarských zemí pod nadvládou Habsburků.
Ačkoli Rakušané v mírové smlouvě slíbili dodržovat maďarské zákony, náboženskou svobodu a vrátit majetky zabavené účastníkům povstání, své sliby nedodrželi. Naopak, postupně rozbili stavovskou armádu a nahradili jí státní armádou pod rakouským velením (s velkou účastí cizinců na uherském území), čímž podvázali možnost dalších budoucích rebelií. Postupem času také uherský sněm ztratil svůj význam. Porážka Rákócziho povstání tak otevřela cestu k plné centralizaci Rakouské říše, která byla narušena až v 19. století. Rákóczi zůstal maďarským národním hrdinou, čehož důkazem je i to, že je od roku 1997 vyobrazen na maďarské bankovce v hodnotě 500 forintů.

## Diplomacie
Maďaři během povstání hledali podporu nejen ve Francii, ale vyjednávali též s Polskem, Moldavskem, Valašskem, Švédskem, Ruskem a dokonce i s Osmany. Uspěli nakonec jen v Moskvě, v září 1707 byla ve Varšavě podepsána maďarsko-ruská spojenecká smlouva. Rákóczi ovšem nepřijal ruský návrh na převzetí polského trůnu a tato aliance nepřinesla povstalcům žádné konkrétní výhody.

## Česká stopa
V letech 1703–1709 byla východní Morava pustošena opakovanými nájezdy povstaleckých kuruců, kteří vypálili okolo 100 moravských vesnic a pozabíjeli tisíce poddaných.